# Abramo, il tuo sembiante
Abramo, il tuo sembiante (Cantata per la Notte di Natale di Nostro Signore), Roma 1705
Cantata para la víspera de Navidad, para 5 solistas (SSATB), coro a 4 voces (SATB), oboes, cuerdas y bajo continuo con música de Alessandro Scarlatti y libreto de Silvio Stampiglia, estrenado en el Palacio Apostólico Vaticano el 24 de diciembre de 1705, en presencia del papa Clemente XI.
Entre 1676 y 1740 era costumbre en Roma que en la víspera de Navidad se celebrara una velada con un concierto en presencia del Papa y numerosos cardenales. Tampoco era extraño encontrar entre los invitados personalidades de la nobleza europea. Alessandro Scarlatti fue el encargado de componer la música para la víspera de la Navidad romana en varias ocasiones.
Esta cantata se conoce también con el título de Cinque Profeti, ya que los personajes son los profetas Daniel, Ezequiel, Jeremías, Isaías y Abraham, que dialogan sobre la llegada del Mesías.

## Abramo, il tuo sembiante
Cantata per la Notte di Natale di Nostro Signore. (Roma 1705)
| Daniele   | soprano | il sopranista Francesco De Rossi "Cecchino" |
| Ezechiele | soprano | il sopranista Pasqualino Tiepoli            |
| Geremia   | alto    | il contraltista Domenico Bezzi "Momo"       |
| Isaia     | tenore  | il tenore Vittorio Ciccheri                 |
| Abramo    | basso   | il basso Antonio Manna                      |

### Índice
- Recitativo (Daniele, Abramo) - "Abramo, il tuo sembiante"
- Aria (Daniele) - "Mira come al crin gelato"
- Aria (Daniele) - "Fugge l'ombra ed ogni stella"
- Recitativo (Abramo, Ezechiele, Isaia, Daniele) - "Amato Ezechiele"
- Aria (Ezechiele) - "Gia sento che sereno"
- Recitativo (Isaia) - "Già nel ciel di Giacobbe"
- Aria (Isaia, Ezechiel, Daniel, Abramo) - "Bella gloria avrà il Giordano"
- Recitativo (Ezechiele, Daniele) - "Fortunata capanna"
- Aria (Daniele) - "Pargoletto in rozze fasce"
- Recitativo (Abramo) - "Pur giungesti una volta"
- Aria (Abramo) - "Qual nocchiero agitao dall'onde"
- Recitativo (Daniele, Ezechiele) - "Innocenti pastori!"
- Dueto (Daniele, Ezechiele) - "Sí, vi brama"
- Aria (Geremia - "Lagrime amare"
- Recitativo (Daniele, Isaia, Ezechiele) - "In notte sì gioconda"
- Aria (Geremia) - "Io sol vorrei"
- Recitativo (Daniele, Isaia, Ezechiele, Geremia) - "Frena il duol"
- Aria (Ezechiele) - "Tempo non è di piangere"
- Recitativo (Isaia, Geremia, Daniele, Ezechiele) - "O vaga di Sion figlia, deh sorgi"
- Recitativo accompagnato (Geremia) - "Gerusalemme ingrata"
- Aria (Abramo) - "Chiama le gioie al core"
- Recitativo (Daniele) - "Tu già narrasti un tempo"
- Aria (Daniele) - "Senti, che lieti intorno al bel presepe"
- Recitativo (Abramo, Geremia, Isaia) - "Se volgi un guardo solo"
- Aria (Isaia) - "Gioie sono i pianti suoi"
- Recitativo (Ezechiele, Geremia, Abramo) - "Vedi già nato il Verbo"
- Aria (Geremia) - "A poco a poco l'anima mia"
- Recitativo (Ezechiele) - "In te nulla più resti"
- Aria (Ezechiele) - "Se togli dall'alma"
- Recitativo (Abramo, Daniele, Geremia, Isaia, Ezechiele) - "Stillano alfin alma ruggiada i cieli"
- Tutti, e il coro (SATB) - "Amato mio Gesù"

Alessandro Scarlatti

## Grabaciones
- Alessandro Scarlatti: Cantata per la Notte di Natale, "Cinque Profeti". La Stagione, Michael Schneider. BMG/DHM 05472 77291 2
- Alessandro Scarlatti: Cantata per la Notte di Natale. Alessandro Stradella Consort, Estevan Velardi. NUOVA ERA 7117
- Alessandro Scarlatti: Cantata per la Notte di Natale, "Abramo, il tuo sembiante". Concerto Italiano, Rinaldo Alessandrini. OPUS 111 OPS 30-156

## Otras obras para la víspera de Navidad romana
| Año / Lugar               | Título | Música                     | Texto                          |
| ------------------------- | --- | -------------------------- | ------------------------------ |
| 1695 / Palazzo Apostolico | O di Betlemme altera (Cantata per la notte di Natale) | Alessandro Scarlatti       | Pietro Ottoboni                |
| 1702 / Palazzo Apostolico | I pensieri divoti (oratorio) | Carlo Agostino Badia       | Girolamo Frigimelica Roberti   |
| 1705 / Palazzo Apostolico | Abramo, il tuo sembiante/Cinco Profetas (Cantata per la notte di Natale)                                                                                               | Alessandro Scarlatti       | Silvio Stampiglia              |
| 1706 / Palazzo Apostolico | Alcone (Alcene), ove per queste (cantata natalizia) | Alessandro Scarlatti       | Filippo Ortensio Fabbri        |
| 1707 / Palazzo Apostolico | Serafini al nostro canto (cantata natalizia) | Alessandro Scarlatti       | Massimo Scarabelli Mirandolano |
| 1712 / Palazzo Bonelli    | Vaticini di Pace | Antonio Caldara            | Paolo Gini                     |
| 1713 / Palazzo Apostolico | Vo' piangendo, e sospirando (Cantata (a 3 voci) da recitarsi la notte del SS. Natale nel Palazzo Apostolico l’anno 1713)                                               | Antonio Caldara            | Paolo Gini                     |
| 1714 / Palazzo Apostolico | Il mio foco in ciel s'accende (Cantata (a 5 voci) da recitarsi nel Palazzo Apostolico la notte del SS. Natale)                                                         | Domenico Scarlatti         | Francesco Maria Gasparri       |
| 1723 / Palazzo Apostolico | Cantata a tre voci Elpino, Tirsi, e Angelo con stromenti per la notte di Santissimo Natale                                                                             | Giovanni Battista Costanzi | Filippo Leers                  |
| 1731 / Palazzo Apostolico | Ahí! qual tormento (Cantata (a 3 voci) da recitarsi nel Palazzo Apostolico la notte del SS. Natale l’anno 1731)                                                        | Benedetto Micheli          | Bernardo Bucci                 |
| 1732 / Palazzo Apostolico | Dorindo, Dormi Ancor (Cantata da recitarsi nel Palazzo Apostolico la notte del SS. Natale l’anno 1732, per soli, coro di Angeli e Pastori, orchestra e basso continuo) | Nicola Porpora             |                                |